# PGC 2493
PGC 2493 (również UGC 440) – galaktyka spiralna (S?), znajdująca się w gwiazdozbiorze Andromedy. Jest to galaktyka o niskiej jasności powierzchniowej.
Przez wiele lat uważano, że PGC 2493 to obiekt NGC 218 w katalogu Dreyera, do tej pory tak identyfikuje ją wiele źródeł, np. baza SIMBAD czy SEDS. Taka identyfikacja wynikła z błędu wielkości 4 minut łuku, jaki popełnił odkrywca NGC 218, Édouard Jean-Marie Stephan, przy obliczaniu pozycji obiektu, a PGC 2493 była galaktyką najbliższą tej błędnej pozycji. Błąd ten odkrył Emmanuel Esmiol, asystent z obserwatorium w Marsylii (w którym wcześniej pracował Stephan), a poprawną pozycję podał w swojej pracy z 1916 roku i wskazuje ona niemal dokładnie na galaktykę PGC 2720. Odkrycie Esmiola pozostało jednak niezauważone i nadal stosowano błędną identyfikację.